# Zgornja Jablanica
Zgornja Jablanica este o localitate din comuna Šmartno pri Litiji, Slovenia, cu o populație de 96 de locuitori.